# Клявер, Денис Ильич
Дени́с Ильи́ч Кля́вер (род. 6 апреля 1975, Ленинград, СССР) — российский певец, музыкант, композитор, актёр кино, телевидения и дубляжа. Участник музыкальной группы «Чай вдвоём» (1994—2013; с 2022). Семикратный лауреат премии «Золотой граммофон».
Сын актёра, народного артиста Российской Федерации Ильи Олейникова (1947—2012).

## Биография и карьера

### Ранние годы
Родился 6 апреля 1975 года в Ленинграде в творческой семье. Отец — Илья Львович Клявер (псевдоним Олейников; 1947—2012), актёр кино и телевидения, артист эстрады; мать — Ирина Викторовна Клявер (в дев. Олейникова), певица-любитель, кандидат химических наук.
Денис учился в средней школе № 368 в Ленинграде. Начал заниматься музыкой в детстве.

А ещё когда я в первом классе как все ученики записался в библиотеку. Для того, чтобы записаться нужно было заполнить формуляр. В нём, в графе «национальность» я написал «еврей». Придя домой, засунул формуляр в учебник. Папа формуляр нашёл, испугался за мою судьбу, и совершил ещё более умный поступок — зачеркнул слово еврей и сверху написал слово русский.

В 1988—1989 году Денис увлекался группой «Алиса», носил рваные тельняшки, кирзовые сапоги, ватник с надписью «Алиса» на спине и красил волосы, исписал названием группы балкон и подъезд, и даже однажды без разрешения взял машину своей мамы, чтобы попасть на концерт.[значимость факта?]
В 15 лет занялся спортом: занимался дзюдо, самбо, конькобежным спортом, лёгкой атлетикой, культуризмом, акробатикой, горными лыжами и роликовыми коньками. В 1996 году окончил Санкт-Петербургское музыкальное училище им. М. П. Мусоргского по классу трубы. Во время службы в армии играл в военном оркестре.

### Начало творческого пути
С 1994 по 2013 год — солист музыкальной группы «Чай вдвоём». Именно в 1994 году Денис начал свой творческий путь в группе «Чай вдвоём». Клявер писал музыку для песен группы, а его партнёр Стас Костюшкин был автором текстов. Два красивых мужчины с идеальными фигурами привлекали внимание миллионов женщин. Первое выступление группы «Чай вдвоём» состоялось 20 декабря 1994 года. В это же время вышел в свет их первый альбом, который носит название «Я не забуду…». После распада группы занялся сольной карьерой. Играет на гитаре, клавишных и ударной установке.
Занимается культуризмом, акробатикой, катанием на горных лыжах и на роликовых коньках.
Кроме творчества, Денис вместе с супругой занимаются бизнесом. Они открыли салон по выпуску одежды для собак под брендом Desperadoes dogs.

### Сольная карьера
В 2013 году Начал сольную карьеру и в этом же году выпустил первый альбом — «Не такая, как все».
В 2013 году Получил премию «Золотой граммофон» за песню «Не такая, как все», а также снял клип на эту песню (режиссёр — Александр Игудин).
В 2014 году Стал лауреатом премии «Золотой граммофон» за песню «Странный сон», а также снял клип на эту песню (режиссёр — также Александр Игудин).
В 2015 году вышли два клипа на песни «Королева» (режиссёр — Денис Протасов) и «Я ранен» (режиссёр — Александр Игудин).
В 2016 году Выпустил альбом «Любовь живёт три года?..» В этом же году он получил премию «Золотой граммофон» за песню «Начнём сначала», на которую был снят клип (режиссёр — Денис Протасов).
В 2017 году вышел мини-альбом «Любовь — тишина».
В 2021 году вышел третий альбом «Тебя удача найдёт», среди композиций которого имеется кавер-версия песни Дмитрия Маликова «Брачный кортеж».
В сентябре 2023 года Денис Клявер стал новым ведущим программы «Золотой граммофон чарт» на телеканале «Муз-ТВ».

### Телевидение
В 1996 году написал музыку к номеру «Садово-огородный рэп» в телепередаче «Городок».
29 ноября 2018 года, совместно с Натали Ведой, был ведущим игры «Клевер».
В мае 2021 года стал ведущим музыкально-студийного шоу «Большая рыба» на телеканале «Ля-Минор ТВ».
В феврале 2024 года принял участие в пятом сезоне шоу «Маска» на НТВ в образе Щенка. В десятом выпуске, вышедшем в эфир 21 апреля 2024 года, маска Щенка была разоблачена.
В октябре 2024 года стал судьей в четвертом сезоне белорусского музыкального шоу «Фактор.BY», которое является белорусской адаптацией The X Factor.
23 февраля 2025 года принял участие в шестом сезоне шоу «Маска» на НТВ в качестве пятого члена жюри.

## Дискография

### Студийные альбомы
| №                   | Название                   | Длительность |
| ------------------- | -------------------------- | ------------ |
| 1.                  | «Не такая как все»         | 3:48         |
| 2.                  | «Без тебя»                 | 4:02         |
| 3.                  | «Давай поговорим»          | 3:34         |
| 4.                  | «Улыбка» (feat. Батишта)   | 3:48         |
| 5.                  | «Подари»                   | 4:08         |
| 6.                  | «Старый полковник»         | 4:10         |
| 7.                  | «Твои руки»                | 4:12         |
| 8.                  | «Мама»                     | 3:57         |
| 9.                  | «Ты одна»                  | 4:06         |
| 10.                 | «Автобан»                  | 3:31         |
| 11.                 | «Отбой» (feat. Ева Польна) | 4:20         |
| Общая длительность: | Общая длительность:        | 41 минута    |

| №                   | Название                                 | Длительность |
| ------------------- | ---------------------------------------- | ------------ |
| 1.                  | «Начнём сначала»                         | 3:42         |
| 2.                  | «Не узнает она»                          | 3:30         |
| 3.                  | «Любовь живёт 3 года...?»                | 4:01         |
| 4.                  | «Странный сон»                           | 3:19         |
| 5.                  | «Я обязательно вернусь»                  | 3:30         |
| 6.                  | «Прости за любовь»                       | 3:39         |
| 7.                  | «Королева»                               | 4:00         |
| 8.                  | «Проси, что хочешь»                      | 4:15         |
| 9.                  | «Совершай доброе» (feat. Ромади)         | 3:56         |
| 10.                 | «Рождественская ночь» (feat. Слава)      | 4:30         |
| 11.                 | «От заката до рассвета»                  | 3:51         |
| 12.                 | «Я за тебя молюсь» (feat. Ирина Нельсон) | 3:21         |
| Общая длительность: | Общая длительность:                      | 43:34        |

| №                   | Название                       | Длительность |
| ------------------- | ------------------------------ | ------------ |
| 1.                  | «Тебя удача найдёт»            | 3:19         |
| 2.                  | «Брачный кортеж»               | 3:35         |
| 3.                  | «Ответ»                        | 3:38         |
| 4.                  | «Кто, если не я»               | 3:49         |
| 5.                  | «Давай помечтаем»              | 3:13         |
| 6.                  | «В белом»                      | 3:59         |
| 7.                  | «Как ты была красива»          | 3:35         |
| 8.                  | «Две звезды»                   | 3:45         |
| 9.                  | «Дружба?» (совм. со Славой)    | 3:42         |
| 10.                 | «Дождём» (совм. с Машой Вебер) | 3:36         |
| Общая длительность: | Общая длительность:            | 33 минуты    |

### Мини-альбомы
| Название            | Информация                                                                                      | Примечание |
| ------------------- | ----------------------------------------------------------------------------------------------- | --- |
| Любовь — тишина     | - Релиз: 8 декабря 2017 - Лейбл: Первое Музыкальное Издательство - Формат: Цифровая дистрибуция | \| № \| Название \| Длительность \| \| ------------------- \| --------------------------------- \| ------------ \| \| 1. \| «Давай спасём этот мир» \| 3:25 \| \| 2. \| «Любовь — тишина» \| 4:01 \| \| 3. \| «Если не рядом ты» \| 3:39 \| \| 4. \| «Холодно» \| 3:47 \| \| 5. \| «Необыкновенная» \| 3:48 \| \| 6. \| «Там, где мы вдвоём» \| 3:16 \| \| 7. \| «Необыкновенная» (Lounge Version) \| 4:04 \| \| Общая длительность: \| Общая длительность: \| 24 минуты \| |
| №                   | Название                                                                                        | Длительность |
| 1.                  | «Давай спасём этот мир»                                                                         | 3:25 |
| 2.                  | «Любовь — тишина»                                                                               | 4:01 |
| 3.                  | «Если не рядом ты»                                                                              | 3:39 |
| 4.                  | «Холодно»                                                                                       | 3:47 |
| 5.                  | «Необыкновенная»                                                                                | 3:48 |
| 6.                  | «Там, где мы вдвоём»                                                                            | 3:16 |
| 7.                  | «Необыкновенная» (Lounge Version)                                                               | 4:04 |
| Общая длительность: | Общая длительность:                                                                             | 24 минуты |

### Синглы
| Год  | Название                                 | Альбом                                       |
| ---- | ---------------------------------------- | -------------------------------------------- |
| 2011 | «I Feel You» (aka «Dub T»)               | без альбома                                  |
| 2012 | «Ты одна»                                | Не такая как все                             |
| 2012 | «Твои руки»                              | Не такая как все                             |
| 2013 | «Не такая как все»                       | Не такая как все                             |
| 2013 | «Старый полковник»                       | Не такая как все                             |
| 2013 | «Совершай доброе» (feat. Ромади)         | Любовь живёт 3 года…?                        |
| 2013 | «Странный сон»                           | Любовь живёт 3 года…?                        |
| 2013 | «С Новым годом!»                         | без альбома                                  |
| 2014 | «Я за тебя молюсь» (feat. Ирина Нельсон) | Любовь живёт 3 года…?                        |
| 2014 | «Я обязательно вернусь»                  | Любовь живёт 3 года…?                        |
| 2015 | «Королева»                               | Любовь живёт 3 года…?                        |
| 2015 | «Я ранен»                                | без альбома                                  |
| 2016 | «Начнем сначала»                         | Любовь живёт 3 года…?                        |
| 2017 | «Необыкновенная»                         | Любовь — тишина                              |
| 2017 | «Там, где мы вдвоём»                     | Любовь — тишина                              |
| 2017 | «Привычка» (совм. с Анной Семенович)     | без альбома                                  |
| 2018 | «Любовь — отрава» (совм. с Жасмин)       | без альбома                                  |
| 2018 | «Весна»                                  | без альбома                                  |
| 2018 | «Когда ты станешь большим»               | без альбома                                  |
| 2018 | «Давай спасем этот мир»                  | Любовь — тишина                              |
| 2018 | «Холодно»                                | Любовь — тишина                              |
| 2019 | «Дождём» (совм. с Машей Вебер)           | Тебя удача найдёт                            |
| 2019 | «Две звезды»                             | Тебя удача найдёт                            |
| 2019 | «Как ты была красива»                    | Тебя удача найдёт                            |
| 2019 | «Дружба?» (совм. со Славой)              | Тебя удача найдёт / Крик души (альбом Славы) |
| 2020 | «Ответ»                                  | Тебя удача найдёт                            |
| 2020 | «В белом»                                | Тебя удача найдёт                            |
| 2020 | «Мой Питер»                              | без альбома                                  |
| 2020 | «Тебя удача найдёт»                      | Тебя удача найдёт                            |
| 2021 | «Кто, если не я?»                        | Тебя удача найдёт                            |
| 2021 | «Я бросил жребий»                        | TBA                                          |
| 2022 | «Между нами зима»                        | TBA                                          |
| 2023 | «Хочу спасибо тебе сказать»              | TBA                                          |
| 2023 | «Половинка» (совм. с DJ Dimixer)         | TBA                                          |
| 2023 | «Если не рядом ты» (совм. с DJ Dimixer)  | TBA                                          |
| 2024 | «Любовь с первого взгляда»               | TBA                                          |
| 2024 | «Берегите своих близких»                 | TBA                                          |

## Награды
| Год  | Награда                                               | Номинированная работа       | Категория                                | Результат |
| ---- | ----------------------------------------------------- | --------------------------- | ---------------------------------------- | --------- |
| 2013 | «Золотой граммофон»                                   | «Не такая, как все»         | Песня                                    | Победа    |
| 2014 | «Золотой граммофон»                                   | «Странный сон»              | Песня                                    | Победа    |
| 2016 | «Золотой граммофон»                                   | «Начнём сначала»            | Песня                                    | Победа    |
| 2016 | «Премия RU.TV 2016»                                   | Денис Клявер                | «Кто за ГТО»                             | Номинация |
| 2016 | «Премия RU.TV 2016»                                   | Денис Клявер                | «Самый странный прикид года»             | Номинация |
| 2016 | «Реальная премия MusicBox»                            | Денис Клявер                | Певец года                               | Номинация |
| 2017 | «Золотой граммофон»                                   | «Необыкновенная»            | Песня                                    | Победа    |
| 2018 | Российская национальная музыкальная премия «Виктория» | «Когда ты станешь большим»  | «Песня года», «Лучшее музыкальное видео» | Победа    |
| 2019 | «Золотой граммофон»                                   | «Когда ты станешь большим»  | Песня                                    | Победа    |
| 2021 | «Золотой граммофон»                                   | «Тебя удача найдёт»         | Песня                                    | Победа    |
| 2023 | «Золотой граммофон»                                   | «Хочу спасибо тебе сказать» | Песня                                    | Победа    |

## Фильмография
| Год       |    | Название                       | Роль                           |
| --------- | -- | ------------------------------ | ------------------------------ |
| 2004—2005 | с  | Моя прекрасная няня            | камео                          |
| 2005      | тф | Али-Баба и сорок разбойников   | разбойник Ахмед                |
| 2005      | тф | Тайский вояж Степаныча         | милиционер                     |
| 2007      | тф | Испанский вояж Степаныча       | милиционер                     |
| 2013      | с  | Дознаватель 2                  | Денис Зайцев, популярный певец |
| 2016      | с  | Семья Светофоровых             | камео                          |
| 2017      | с  | Невский. Проверка на прочность | камео                          |

### Дубляж
| Год  |    | Название | Роль                   |
| ---- | -- | -------- | ---------------------- |
| 2016 | мф | Моана    | Вождь красного племени |

## Семья
- Отец — Илья Львович Клявер (Олейников) (1947—2012), эстрадный актёр-комик и телеведущий; народный артист РФ (2001).
- Мать — Ирина Викторовна Клявер (дев. Олейникова, род. 17 февраля 1950)[22][23][24][25][26][27], окончила Ленинградский химико-технологический институт, работала в НИИ химической промышленности (химик-технолог), в свободное от работы время — пела и писала песни[28][29][30][31].
- Дед по отцу — Лев Анатольевич (Лейб Нафтулович) Клявер[32] (1908—?), был шорником, воевал, был дважды ранен и дважды возвращался на фронт[33].
- Бабушка по отцу — Хая (Клара) Борисовна Клявер (дев. Пресель, 1910—1988[34]), домохозяйка.
- Тётя по отцу — Евгения Львовна (живёт в Израиле[32]).
- Тётя по материнской линии живёт в Пушкине[25].
- Дед по матери — Виктор Тимофеевич Олейников, военный, подполковник, воевал на Дальнем Востоке[25][33][35].
- Бабушка по матери — несостоявшаяся актриса, поступила на Украине в театральное училище, но выяснилось, что она из семьи врага народа, и её исключили[36].
- Прадед по линии матери был правой рукой Будённого[1].

## Личная жизнь
- Первая жена (официально 1998—2001) — Елена Клявер (д. Шестакова), танцовщица из балета Михаила Шуфутинского, потом работала директором в группе «Чай вдвоём», официально оформили отношения в 1998, съездили на неделю в Израиль, и Денис ушёл к Юлии (вторая жена), развод оформили официально только в 2001 году[29][37][38].
- Вторая жена — Юлия Клявер (официально 2001—2010), бывшая танцовщица балета Лаймы Вайкуле. Прожили вместе 8 лет — (1998—2006), официально развод оформили в 2010 году, бракоразводный процесс длился 3 года[39][40][41].
  - Сын — Тимофей Денисович Клявер (род. 6 октября 2001)[42].
  - Падчерица — Алиса (род. прибл. 1993[43]), дочь Юлии от предыдущего брака[37]
- В 2010 году Денис официально признал факт своего отцовства дочери Евы Польны, бывшей солистки группы «Гости из будущего», Эвелин (род. 6 июня 2005)[44][45].
- Третья жена (официально с 29 июля 2010 года) — Ирина Клявер (Федотова; род. 10 сентября 1980[источник не указан 3070 дней])[46] — юрист, работала в банке, открыла с мужем фирму по пошиву одежды для собак[38].
  - Сын — Даниэль Денисович Клявер (род. 24 сентября 2013)[47].
  - Падчерица — Анастасия (род. прибл. 1999), дочь Ирины от предыдущих отношений[48].